# Walter Musshoff
Walter Musshoff (* 2. Oktober 1885 in Neisse; † 12. Dezember 1971 in Mannheim) war ein deutscher General der Flieger der Luftwaffe im Zweiten Weltkrieg.

## Leben
Musshoff trat am 3. April 1905 als Fahnenjunker dem 3. Oberschlesischen Infanterie-Regiment Nr. 62 der Preußischen Armee und avancierte bis Mitte August 1906 zum Leutnant. Von Oktober 1912 bis Januar 1914 absolvierte er die Kriegsakademie in Berlin und war von Anfang Juli bis Ende September 1913 zugleich zum 1. Großherzoglich Hessischem Feldartillerie-Regiment Nr. 25 kommandiert. Ferner absolvierte er von Januar bis März 1914 eine Fliegerausbildung bei der Flieger-Abteilung 1, erhielt das Militär-Flugzeugführer-Abzeichen und wurde Mitte Februar 1914 zum Oberleutnant befördert.
Mit Ausbruch des Ersten Weltkrieges fungierte Musshoff vom 1. August 1914 bis Ende April 1916 als Flugzeugführer bei der Feldflieger-Abteilung 16, stieg zwischenzeitlich im Juni 1915 zum Hauptmann auf und wechselte anschließend in den Generalstab der Heeresgruppe Eichhorn unter dem Kommando von Generaloberst Hermann von Eichhorn über. Dort verblieb Musshoff bis zum 14. September 1916. Anschließend diente er vom 15. September 1916 bis zum 9. November 1918 im Generalstab der 10. Armee sowie danach vom 10. November 1918 bis Mitte Februar 1919 im Generalstab des III. Reserve-Korps. Für sein Wirken während des Krieges wurden Musshoff beide Klassen des Eisernen Kreuzes und das Ritterkreuz des Königlichen Hausordens von Hohenzollern mit Schwertern verliehen.
Nach einer kurzen Verwendung vom 15. bis 28. Februar 1919 im Generalstab der Armee wurde Musshoff anschließend in den Stab des Freikorps Görlitz kommandiert. Dort war er, seit Mitte Dezember 1919 Major, bis zu seiner Verabschiedung aus dem Militärdienst am 30. Juni 1921 tätig.
Am 15. August 1933 wurde Musshoff für die im Aufbau befindliche Luftwaffe der Reichswehr reaktiviert, war jedoch bis Ende März 1934 als Offizier zur besonderen Verwendung im Reichsluftfahrtministerium noch ohne zugeteilte Aufgabe. Erst am 1. April 1934 wurde er unter gleichzeitiger Beförderung zum Oberstleutnant Chef des Stabes des Luftkreis-Kommandos IV in Münster und stieg Anfang März 1936 zum Oberst auf. Vom 1. Oktober 1937 bis zum 31. Januar 1939 war Musshoff zunächst Befehlshaber im Luftgau 13 in Nürnberg bzw. nach dessen Umbenennung in Luftgau XIII ab 1. Oktober 1938 deren Kommandierender General. In dieser Stellung erfolgte am 1. Januar 1939 seine Beförderung zum Generalmajor.
Zum 1. Februar 1939 trat Musshoff in die Führerreserve des Oberkommando der Luftwaffe über. Am 1. Juni 1939 wurde er Kommandierender General und Befehlshaber im Luftgau I in Königsberg. Diese Position hatte er über den Beginn des Zweiten Weltkriegs bis zum 12. Februar 1940 inne und wurde noch am gleichen Tag zum Kommandeur des Luftgaustabes 100 ernannt. Zum 31. Oktober 1940 schied er von diesen Posten aus und wurde am 1. November 1940 unter gleichzeitiger Beförderung zum Generalleutnant Richter am Reichskriegsgericht. Als Richter war Musshoff bis Ende September 1943 tätig. Während dieser Zeit war er auch an Todesurteilen beteiligt, so etwa am 6. Juli 1943 im Fall Franz Jägerstätters. Anschließend kehrte Musshoff, der am 1. November 1942 zum General der Flieger befördert worden war, zum 1. Oktober 1943 in das Reichsluftfahrtministerium nach Berlin zurück. Seine dortigen Aufgaben bis Kriegsende sind nicht bekannt.
Am 11. April 1945 geriet er in US-amerikanische Kriegsgefangenschaft, aus der er am 6. März 1947 wieder entlassen wurde.